# Saint-Samson, Calvados

Saint-Samson este o comună în departamentul Calvados, Franța. În 1 ianuarie 2022 avea o populație de 313 de locuitori.